# Blue Eye (Arkansas)
Blue Eye è un comune degli Stati Uniti d'America, situato in Arkansas, nella contea di Carroll.